# Zeppole
Une zeppola (prononcé : [ˈdzeppola] ; pluriel : zeppole ; parfois appelée frittelle, et en Sardaigne, zippole ou zeppole sarde (du sarde original tzípulas) est une pâtisserie italienne consistant en une boule de pâte frite de taille variable, mais généralement d'environ 10 cm de diamètre. Ce beignet est généralement garni de sucre en poudre et peut être rempli de crème pâtissière, de gelée, de crème pâtissière de type cannolo ou d'un mélange de beurre et de miel. Sa consistance varie de légère et gonflée à semblable à du pain ou à des pâtes. Il est consommé pour célébrer le jour de la Saint-Joseph, qui est une fête catholique.

## Histoire
Les zeppole sont typiques de la cuisine italienne, notamment celle de Rome et de Naples. Elles sont également servies en Sicile, sur l'île de Malte, et dans les communautés italiennes du Canada et des États-Unis. Les tzipulas sardes, même si elles sont souvent italianisées en zeppole, sont quelque peu différentes. Les zeppole sont connues sous d'autres noms, notamment bignè di San Giuseppe (à Rome), gâteau de la Saint Joseph, et sfinge. Les zeppole sont traditionnellement consommées pendant la Festa di San Giuseppe (fête de la Saint Joseph) célébrée chaque 19 mars, lorsque les zeppole sont vendues dans de nombreuses rues et parfois présentées comme des cadeaux.
En Istrie, en Croatie, cette pâtisserie est appelée blenzi dans les lieux de langue croate et zeppole dans les lieux de langue italienne. Ils sont toujours garnis de sucre, en poudre ou grossier. Cette coutume a été popularisée au début du XIXe siècle par le boulanger napolitain Pasquale Pintauro.

## Variétés
Les termes zeppole et sfinge sont également utilisés pour désigner des choux à la crème cuits au four et fabriqués à partir de pâte à choux. Certaines zeppole sont fourrées de ricotta mélangée à de petits morceaux de chocolat, de fruits confits et de miel. Dans certaines régions des États-Unis, elles sont appelées crispellis.
Les zeppole peuvent également être salées, et consistent en une pâte à pain frite souvent fourrée d'anchois. Dans certaines régions de Calabre, l'anchois ou une variété de sultanine sont consommés le soir du Nouvel An et le jour de l'An. À Malte, les zeppoli à l'anchois sont traditionnellement consommés pendant la période de jeûne du Carême. Cette version salée des zeppole est connue localement sous le nom de sfinge. La version sucrée est également disponible dans de nombreuses confiseries.